# Euphorbiae

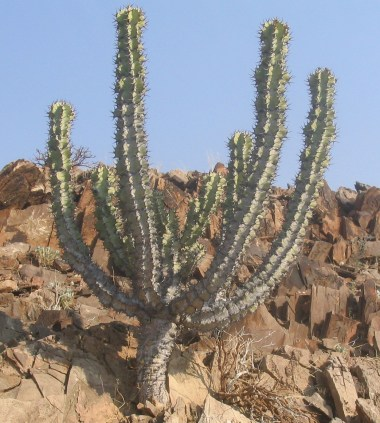
Euphorbia

Euphorbiae, na classificação taxonômica de Jussieu (1789), é uma ordem botânica da classe Dicotyledones, Diclinae (flores unissexuadas), Apetalae (não tem corola), com os estames separados; isto é, em uma flor diferente dos pistilos.
Apresenta os seguintes gêneros:
- Mercuriales, Euphorbia, Argythamnia, Cicca, Phyllanthus, Xylophylla, Kirganelia, Kiggellaria, Clutia, Andrachne, Agyneja, Buxus, Securinega, Adelia, Mabea, Ricinus, Jatropha, Dryandra, Aleurites, Croton, Acalypha, Caturus, Excaecaria, Tragia, Sttilingia, Sapium, Hippomane, Maprounea, Sechium, Hura, Omphalea, Plukenetia, Dalechampia.